# Nemesnádudvar
Nemesnádudvar (németül: Nadwar) község Bács-Kiskun vármegye Bajai járásában.

## Fekvése
Bajától északra fekszik, mintegy 22 km-re, a Bácska északi részén, a Duna-völgy és a Duna-Tisza-közi hátság találkozásánál, a Duna-völgyi-főcsatorna partján. Maga a település különleges módon két tájra tagolódik, az „alsó határra”, mely régen a Duna ártere volt, és a „felső határra”, mely kb. 30 méterrel magasabb fekvésű.
A közvetlenül határos települések: északkelet felől Hajós, kelet felől Érsekhalma, dél felől Rém, délnyugat felől Sükösd, északnyugat felől pedig Dusnok.
Csak közúton közelíthető meg, Baja és a megyeszékhely, Kecskemét felől is az 54-es főúton. Főutcája mellékútként az 53 119-es útszámozást viseli, és a nyugati határszélét érinti még az 51-es főút is.

## Története
A honfoglalás korában a Megyer törzs szálláshelye volt.[forrás?] A település első említése 1432-ből való, Nádudvar néven. (Mai neve a 20. század elejétől használatos.) Ekkor még nem mostani helyén állt, hanem a lapályon. A település a török megszállás alatt elnéptelenedett a területen folyó harcok miatt. Később szerb és szlovák telepesek érkeztek, ők az előző településnél némileg feljebb építkeztek, de nem maradtak sokáig. Az 1720 körül a Felvidékről érkező magyarok és az 1724-ben érkező német telepesek (25 család) már magasabbra, a mai falu helyére építkeztek. A német bevándorlás egészen 1787-ig tartott.
1837-ben a jobbágyok megtagadták a robotot, és elűzték az odaküldött katonákat, de a megye végül letörte ellenállásukat. A település lakói részt vettek az 1848–49-es forradalom és szabadságharc eseményeiben, az első és a második világháborúban is, ezek mind nagy veszteséggel jártak.
1947. április 18-ától a lakosságcsere értelmében megkezdődött a németek kitelepítése, helyükre bácskai és felvidéki magyarok érkeztek. 2001-ben lakosságának már csak 25,4%-a vallotta magát német nemzetiségűnek.
Az első telepesek jórészt földműveléssel foglalkoztak. Ez mára alapvetően megváltozott, ugyan még jó néhány lakosnak biztosít megélhetést a mezőgazdaság, de a munkaerőkínálat döntő részét az utóbbi időben alapított faipari vállalkozások adják. Pontosan ezen cégeknek köszönhető, hogy a munkanélküliség elenyésző, így külföldről és belföldről is települnek be egyaránt.

## Idegen elnevezései
Németül Nadwar a település neve. Horvátul négy alak terjedt el: a dusnoki horvátok által használt Dudvar, a katymári horvátok által használt Dudvara, a bajaszentistvániak által használt Dudovar, és a felsőszentivániak által használt Nadvar.

## Közélete

### Polgármesterei
- 1990–1994: Hidasi Antal (független)[4]
- 1994–1998: Hidasi Antal (független német kisebbségi)[5]
- 1998–2002: Hidasi Antal (független német kisebbségi)[6]
- 2002–2006: Hidasi Antal (független német kisebbségi)[7]
- 2006–2010: Dr. Knáb Erzsébet (független)[8]
- 2010–2011: Dr. Knáb Erzsébet (független)[9]
- 2011–2014: Dr. Kovács István (független)[10]
- 2014–2019: Dr. Kovács István (független)[11]
- 2019–2024: Dr. Kovács István (független)[12]
- 2024– : Torma Szabolcs (független)[1]

A településen 2011. augusztus 28-ára időközi polgármester-választást írtak ki, az előző polgármester lemondása miatt, a választást azonban jelölt hiányában nem lehetett megtartani. Az emiatt szükségessé vált újabb időközi választást 2011. november 20-án tartották meg.

## Rendezvények
- Szent Mihály Napi Újbor Ünnep: A település Máriavölgye pincesorán nemzetiségi néptánccsoportok felvonulása, esti utcabál, látványfőzés és rétessütő verseny várja az érdeklődőket. A bátrabbak részt vehetnek a vidám hangulatú szőlő- taposásban, a közel 500 pince hűsében pedig Hajós-Bajai Borvidék újborai kóstolhatók.[14]

## Népesség
A település népességének változása:
| Lakosok száma | 1874 | 1844 | 1775 | 1700 | 1644 | 1636 | 1621 |
|               | 2013 | 2014 | 2018 | 2021 | 2022 | 2023 | 2024 |

A 2011-es népszámlálás során a lakosok 86,7%-a magyarnak, 0,2% horvátnak, 41,5% németnek, 0,3% románnak, 0,2% szerbnek, 0,7% ukránnak mondta magát (12,8% nem nyilatkozott; a kettős identitások miatt a végösszeg nagyobb lehet 100%-nál). A vallási megoszlás a következő volt: római katolikus 74,5%, református 1,2%, evangélikus 0,4%, felekezeten kívüli 2,8% (20,1% nem nyilatkozott).
2022-ben a lakosság 87,8%-a vallotta magát magyarnak, 32,8% németnek, 0,7% cigánynak, 0,5% ukránnak, 0,1-0,1% szerbnek, románnak, lengyelnek, horvátnak, örménynek, bolgárnak és szlováknak, 0,9% egyéb, nem hazai nemzetiségűnek (10,7% nem nyilatkozott; a kettős identitások miatt a végösszeg nagyobb lehet 100%-nál). Vallásuk szerint 49,3% volt római katolikus, 2,1% református, 0,3% evangélikus, 0,5% görög katolikus, 0,1% ortodox, 0,8% egyéb keresztény, 1,2% egyéb katolikus, 5% felekezeten kívüli (40,5% nem válaszolt).

## Nevezetességei
- Történelmi pincesor
- A római katolikus templom 1807-ben épült.
- Szentháromság-szobor
- A községháza 1905-ben készült el.
- Világháborús emlékmű
- Baba-Tár-Ház: a történelmi Magyarország paraszti viseleteit babákon bemutató kiállítás és turisztikai központ[17]
- Nemesnádudvari Tájház

## Testvértelepülések
- Ada, Délvidék
- Neibsheim, Németország
- Bretten, Németország